# José Manuel Pesudo
José Manuel Pesudo Soler (* 1. Juni 1936 in Almazora, Spanien; † 5. Dezember 2003 in Valencia) war ein spanischer Fußballspieler und -trainer.

## Karriere
Pesudos Karriere begann bei der zweiten Mannschaft des FC Valencia. 1958 kam er in die erste Mannschaft Valencias. 1961 wechselte er zum FC Barcelona, wo er 1966 als Torhüter mit den wenigsten Gegentoren ausgezeichnet wurde. Von 1966 bis 1971 spielte er wieder für Valencia und konnte dort in seiner letzten Saison die spanische Meisterschaft gewinnen.
Nach dem Ende seiner Spielerkarriere trainierte er noch einige mittelklassige Klubs.

## Erfolge
- Spanischer Meister: 1971
- Spanischer Pokalsieger: 1963, 1967
- Messepokal: 1966
- Trofeo Zamora: 1966